# Лига Папуе Нове Гвинеје у рагбију тринаест
Лига Папуе Нове Гвинеје у рагбију тринаест (енгл. Papua New Guinea National Rugby League) је први ниво домаћег, клупског такмичења у рагбију 13 Папуе Нове Гвинеје, острвске државе у Меланезији.
Лига Папуе Нове Гвинеје има 12 полупрофесионалних рагби 13 клубова. Спонзор лиге је телекомуникациони гигант, позната фирма "Дигисел".
Рагби 13 је национални спорт Папуе Нове Гвинеје, често се на финалним утакмицама рагби лиге на Папуи Новој Гвинеји, окупи преко 20 000 гледалаца на стадиону.
Највише титула до сада је освојила екипа "Рабол гуријас".

## Историја
Прву утакмицу рагби 13 репрезентација Папуе Нове Гвинеје је одиграла против Енглеске 1975. 
Прва сезона Лиге Папуе Нове Гвинеје у рагбију 13 је одржана 1990. а формат такмичења се мењао кроз историју. 

### Списак шампиона Папуе Нове Гвинеје
- 1990. Порт моресби виперс
- 1991. Порт моресби виперс
- 1992. Порт моресби виперс
- 1993. Горока лаханис
- 1994. Порт моресби виперс
- 1995. Леј бомберс
- 1996. Менди мурукс
- 1997. Хејген иглс
- 1998. Хејген иглс
- 1999. Горока лаханис
- 2000. Енга миокс
- 2001. Рабал гуријас
- 2002. Леј бомберс
- 2003. Рабал гуријас
- 2004. Менди мењалс
- 2005. Рабал гуријас
- 2006. Менди мурукс
- 2007. Менди мурукс
- 2008. Менди мурукс
- 2009. Рабал гуријас
- 2010. Горока лаханис
- 2011. Горока лаханис
- 2012. Рабал гуријас
- 2013. Порт моресби виперс
- 2014. Хела вигмен
- 2015. Рабал гуријас
- 2016. Ле снекс тајгерс
- 2017. Ле снекс тајгерс
- 2018. Горока лаханис
- 2019. Ле снекс тајгерс
- 2020. Хела вигмен

### Табела шампиона Папуе Нове Гвинеје у рагбију 13
- Рабал гуријас 6 титула
- Горока лаханис 5 титула
- Порт моресби виперс 5 титула
- Менди мурукс 4 титуле
- Ле снекс тајгерс 3 титуле
- Хејген иглс 2 титуле
- Ле бомберс 2 титуле
- Хела вигмен 2 титуле
- Енга миокс 1 титуле

## Тимови учесници
- Менди мурукс
- Агмарк гуријас
- Горока лаханис
- Гулф исоју
- Порт моресби виперс
- Енга миокс
- Хела вигмен
- Вафи тумбе
- Кимбе катерс
- Леј снекс тајгерс
- Хејген иглс
- Витис централ дабарис